# Grumo Appula
Grumo Appula – miejscowość i gmina we Włoszech, w regionie Apulia, w prowincji Bari.
Według danych na styczeń 2009 gminę zamieszkiwało 13 095 osób przy gęstości zaludnienia 162,5 os./1 km².